# Doris Ulmann

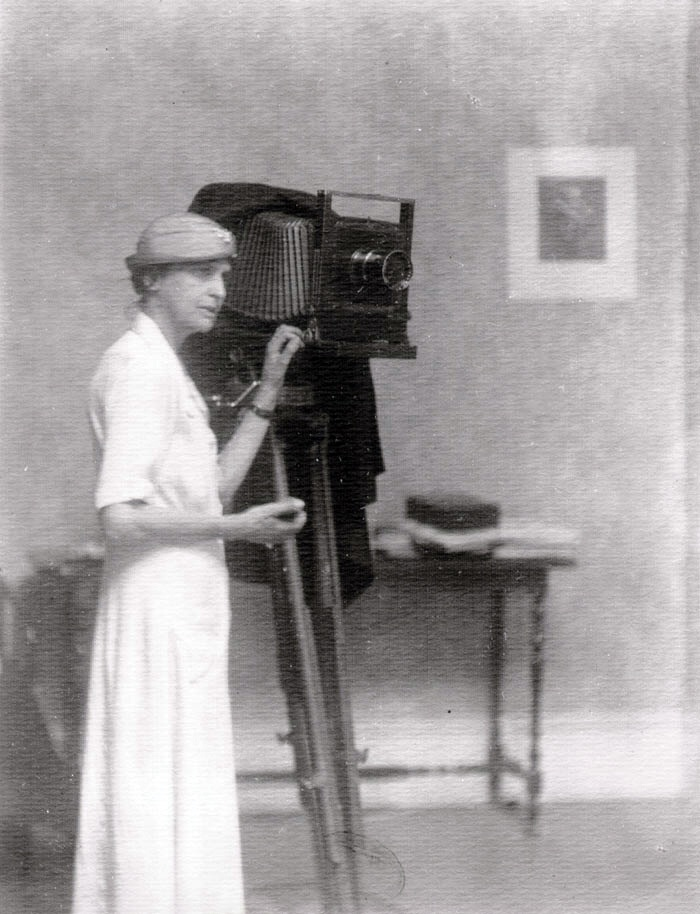
Doris Ulmann

Doris Ulmann (New York, 29 mei 1882 - aldaar, 28 augustus 1934) was een Amerikaans fotografe, vooral gekend als portrettist.

## Leven en werk
Ulmann studeerde aanvankelijk psychologie aan de Columbia-universiteit te New York, maar koos er voor van haar hobby, de fotografie, haar beroep te maken. In 1918 switchte ze naar de School of Modern Photography van de pictorialist Clarence Hudson White, waar ze studeerde met onder andere Margaret Bourke-White, Anne Brigman, Dorothea Lange, Paul Outerbridge en Karl Struss.
Ulmann maakte vooral naam als portrettist en publiceerde in vooraanstaande tijdschriften als Scribner's Magazine. Ze fotografeerde vooral schrijvers, intellectuelen en artiesten, zoals Albert Einstein, William Butler Yeats, John Dewey, Max Eastman, Sinclair Lewis, Lewis Mumford, Joseph Wood Krutch, Martha Graham, Anna Pavlova, Paul Robeson en Lillian Gish. Later maakte ze ook naam met series over gewone mensen in de Appalachen en van de "Gullah", nakomelingen van de zwarte slaven die woonden in de Lower Countries van Georgia en South Carolina. Haar werk doet denken aan dat van Walker Evans, maar haar pictorialistische roots blijven herkenbaar.
Ulmann was gehuwd met een orthopeed en professor aan de Columbia-universiteit, waarvan ze in 1920 de volledige staf fotografeerde in een fotoboek, de eerste in zijn soort. In 1934 kreeg ze een toeval, kort waarna ze overleed, 52 jaar oud.

## Galerij

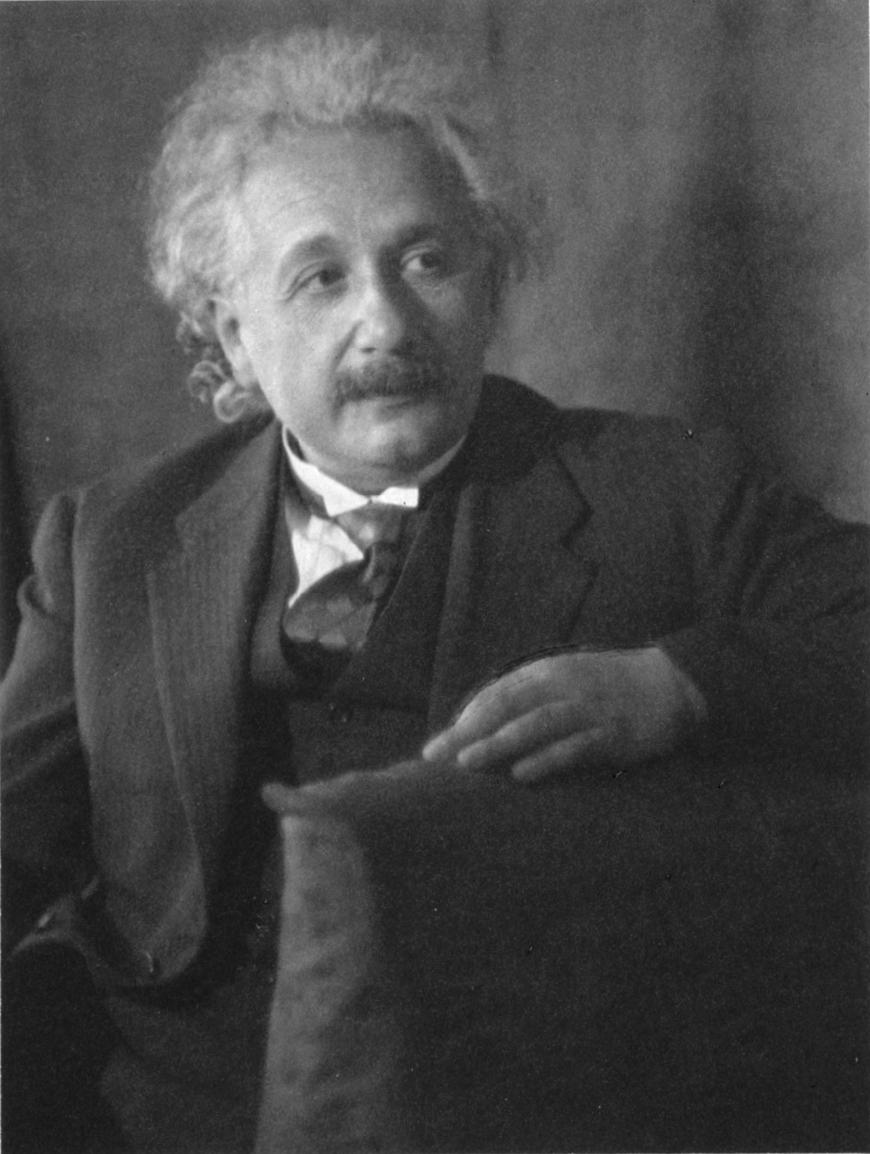
Albert Einstein
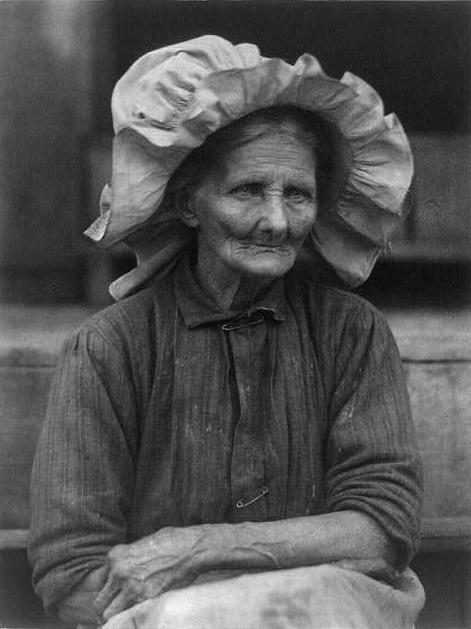
Old woman in sunbonnet, Appalachen
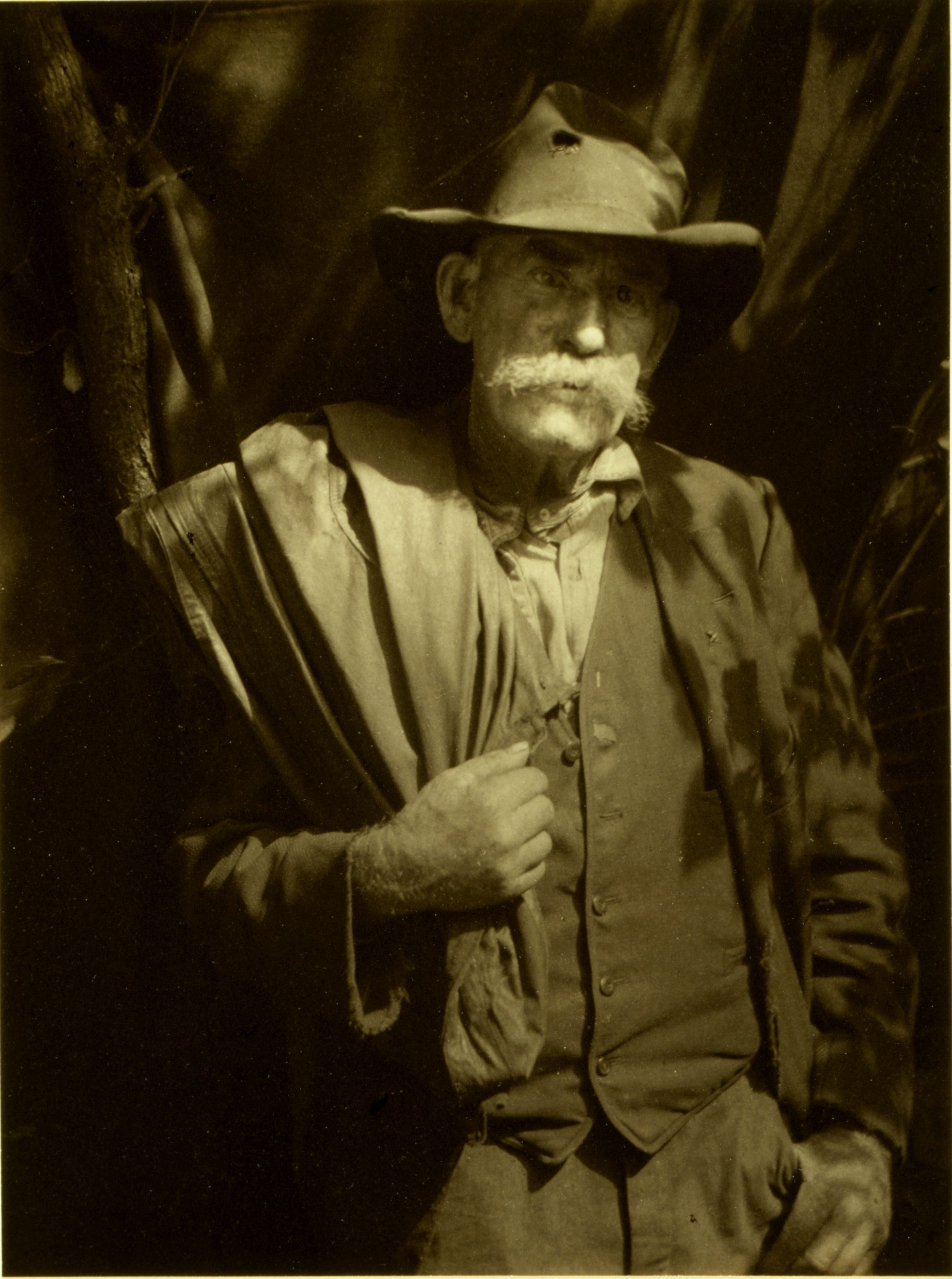
Southern mountaineer
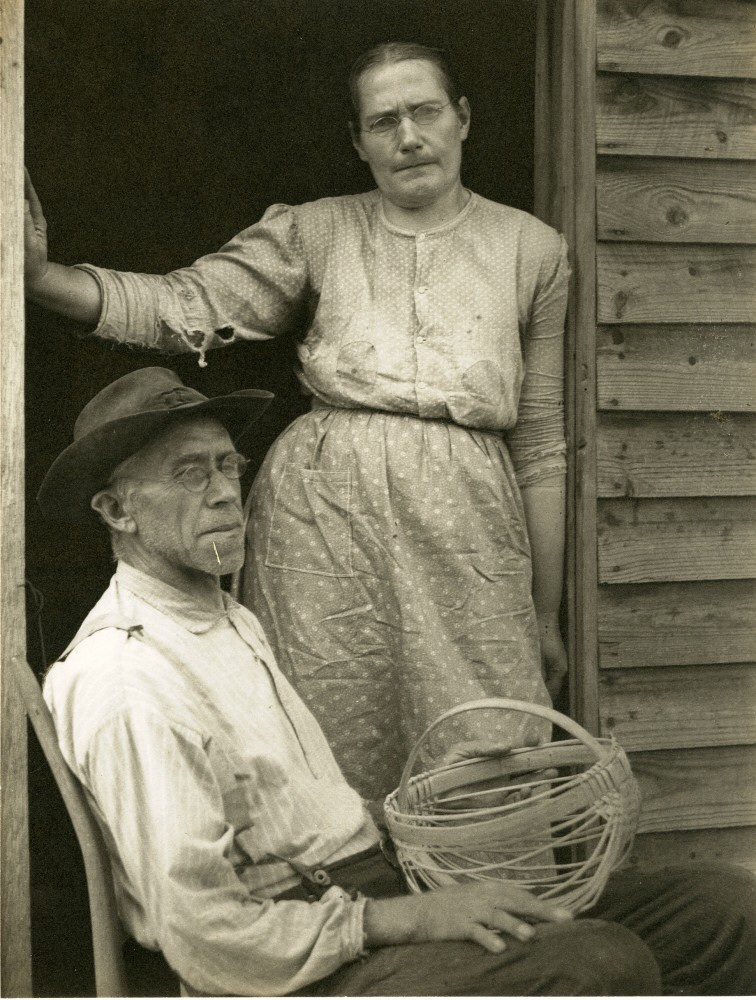
Eldery Apalachian couple
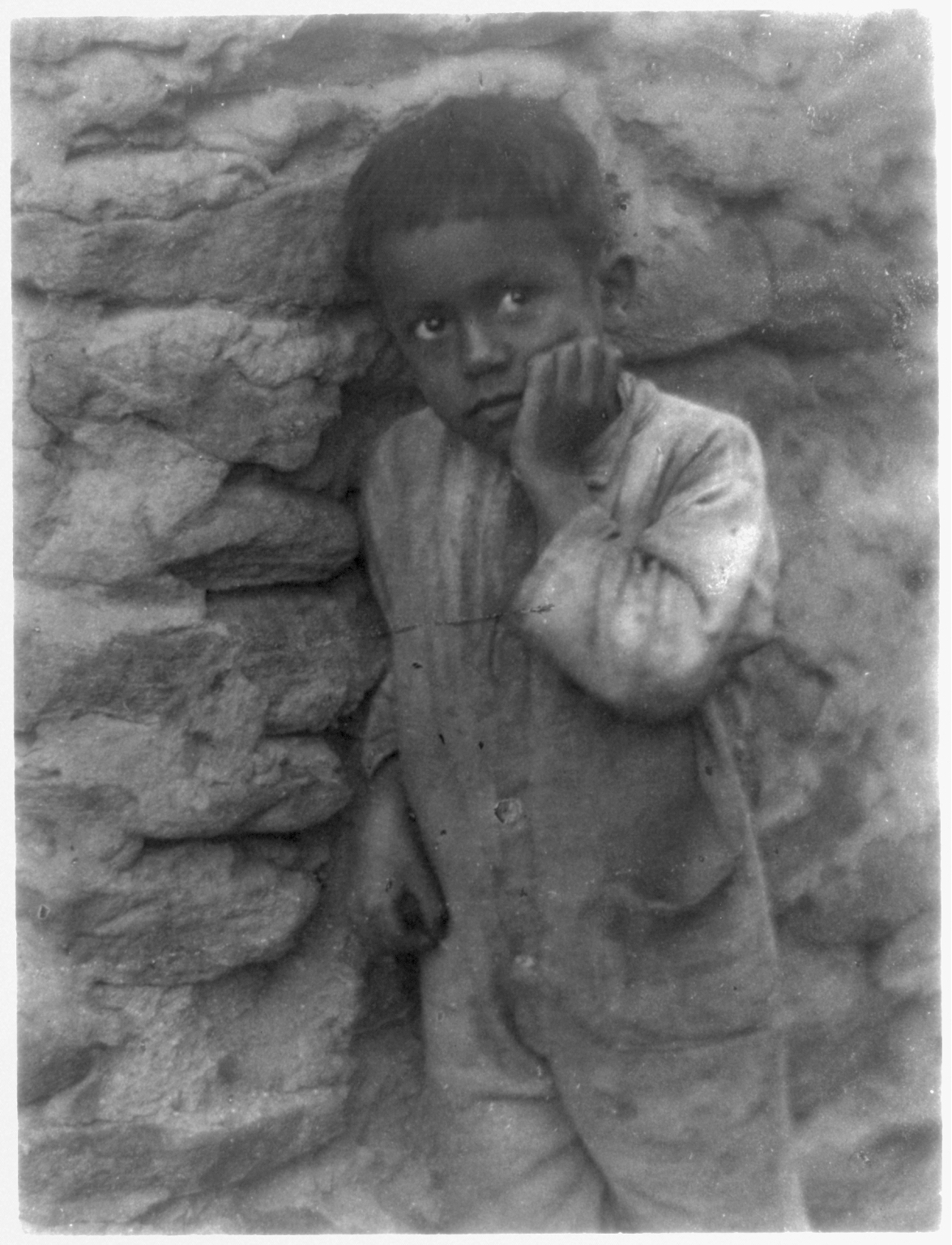
Negro child against stone wall
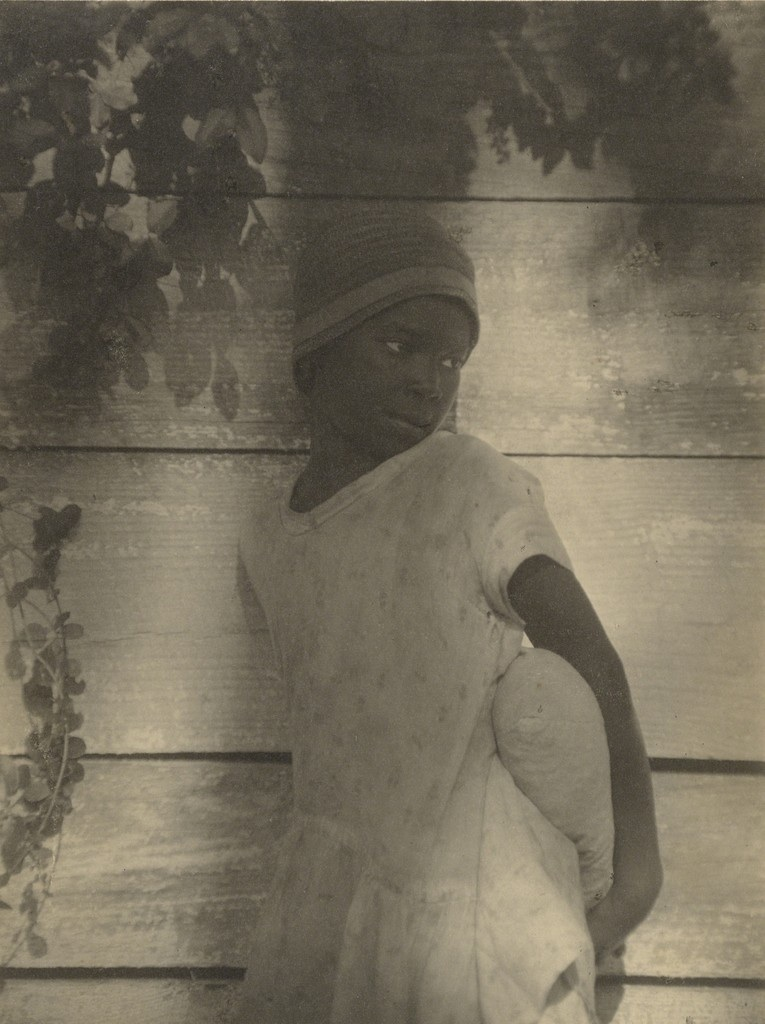
Portrait study
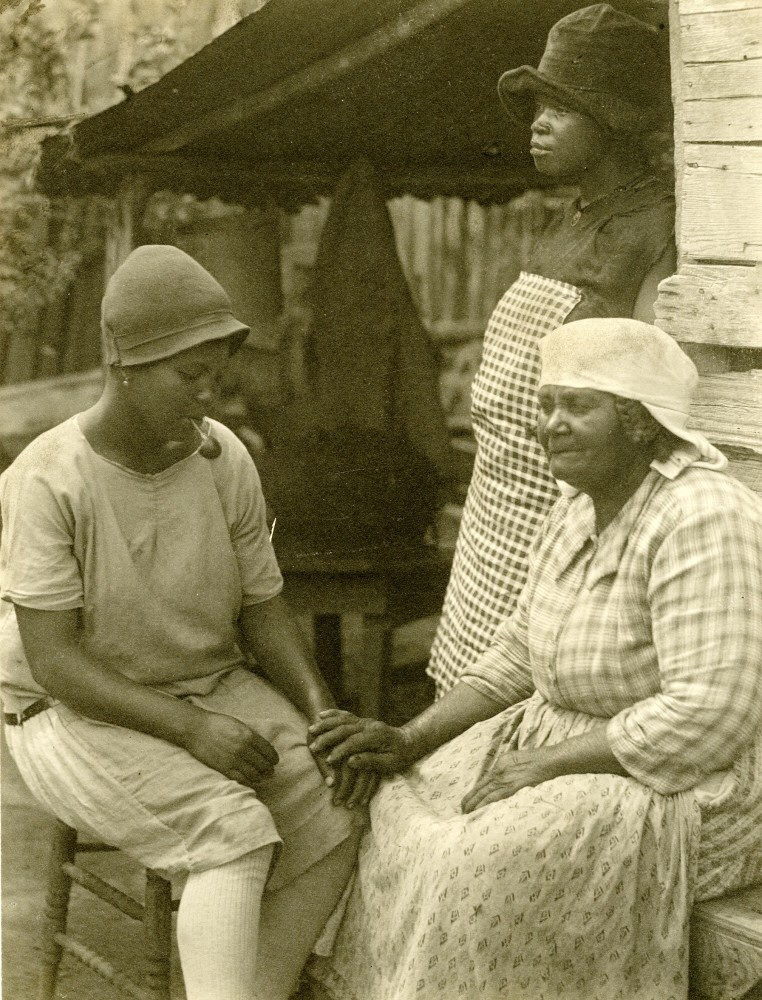
Old Gullah woman and two girls
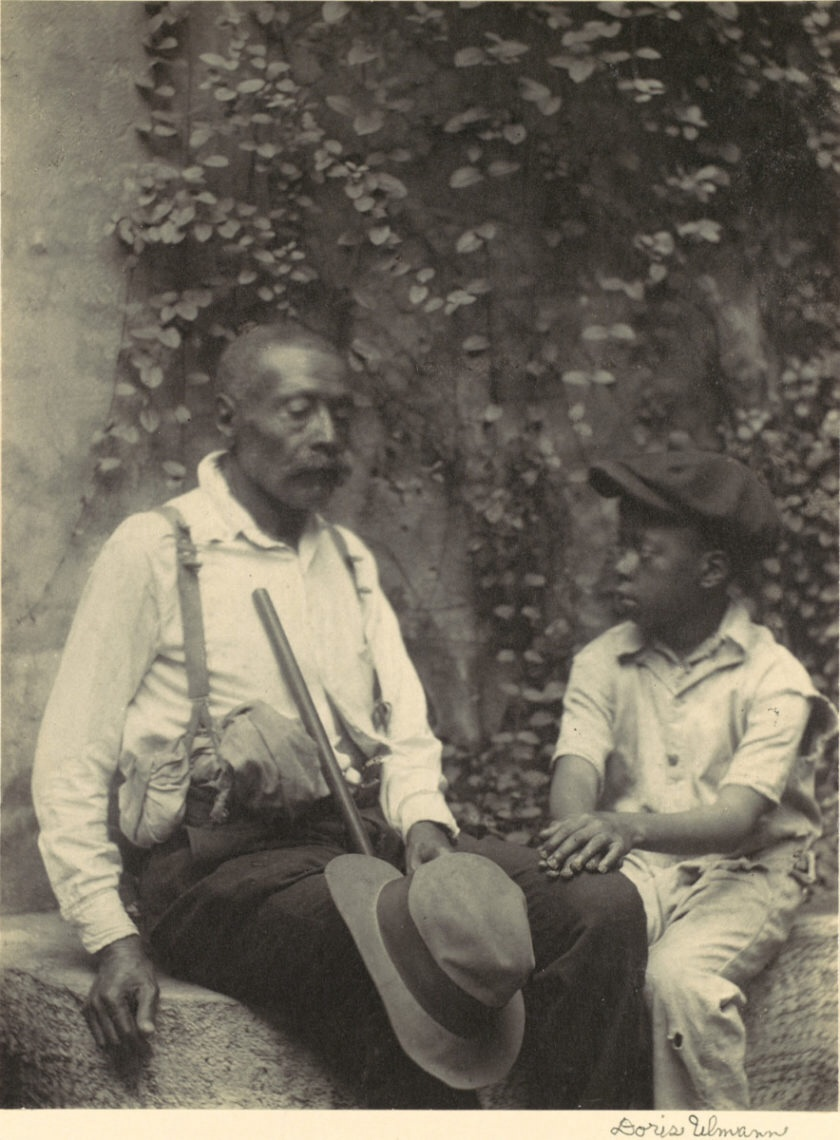
Third Generation
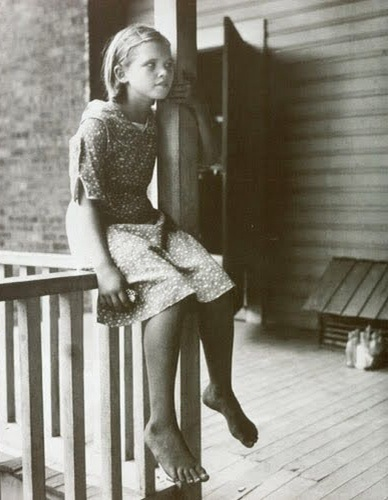
Girl on a Fence
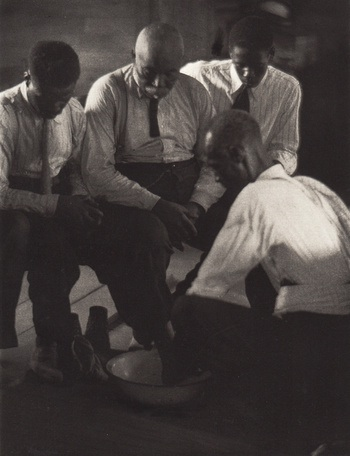
Foor Washing
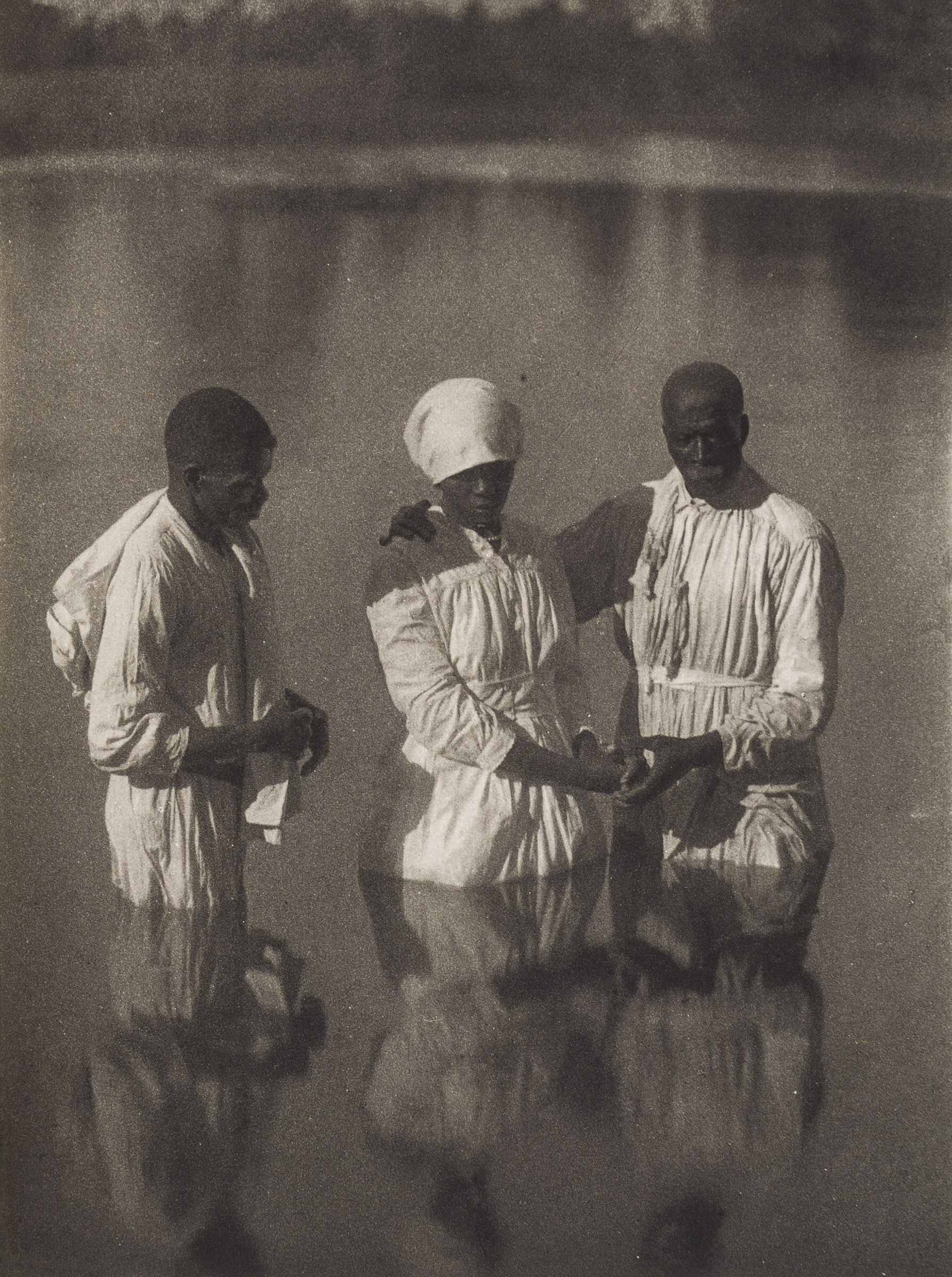
Baptism
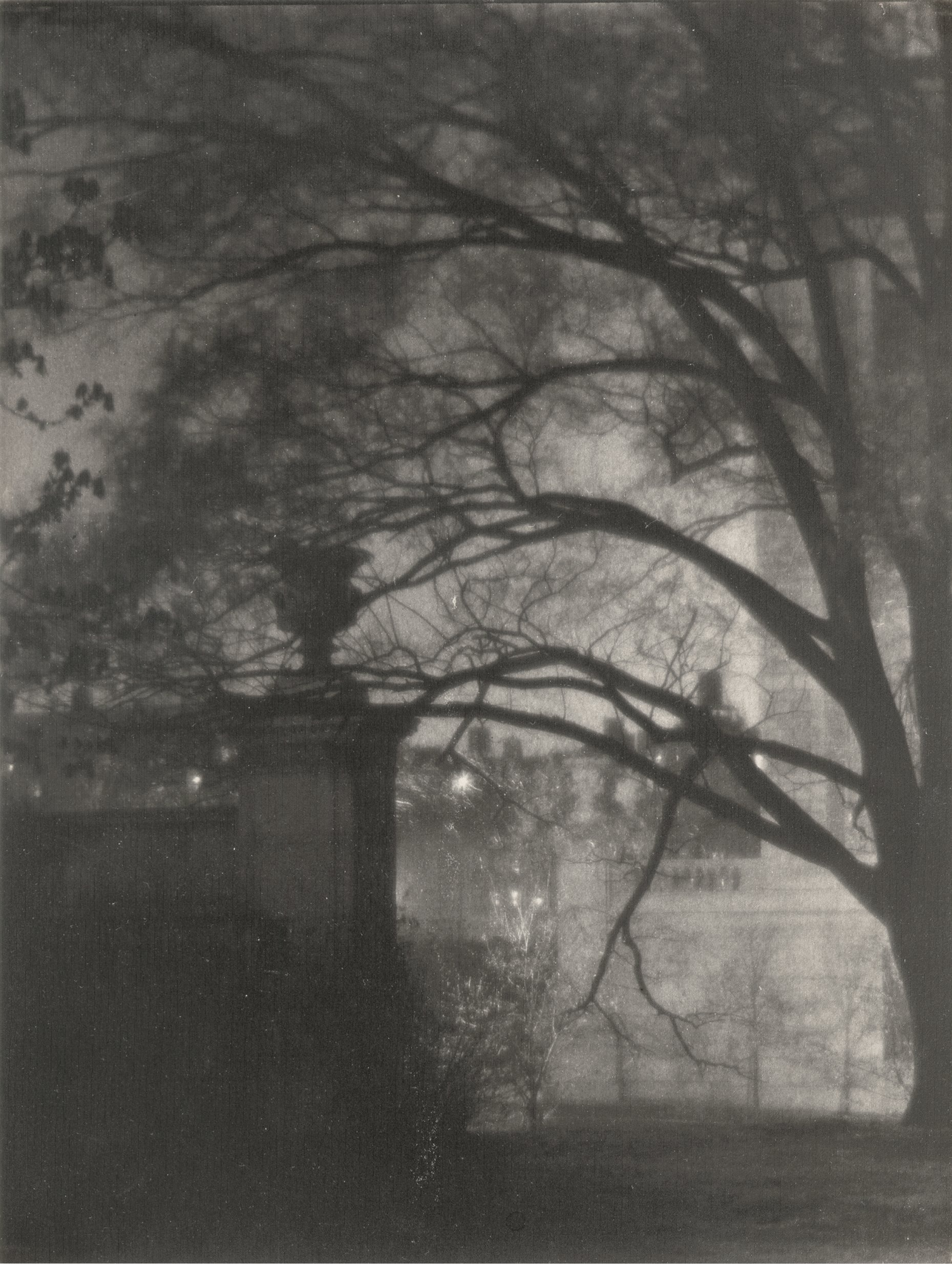
Cityscape, New York